# Confine tra Ciad e Nigeria
Il confine tra il Ciad e la Nigeria descrive la linea di demarcazione tra questi due stati. Ha una lunghezza di 87 km.

## Caratteristiche
Il confine riguarda la parte sud-occidentale del Ciad e quella nord-orientale della Nigeria. Ha un andamento generale da nord a sud.
Il confine è collocato interamente sul lago Ciad ed inizia alla triplice frontiera tra Ciad, Niger e Nigeria e termina alla triplice frontiera tra Camerun, Ciad e Nigeria.
Il confine è considerato terrestre perché il lago subisce molte variazioni stagionali, possiede molte aree secche ed in questi ultimi anni si è notevolmente ridotto. Inoltre l'altezza dell'acqua è particolarmente ridotta.